# Dolops kollari
Dolops kollari is een visluizensoort uit de familie van de Argulidae. De wetenschappelijke naam van de soort is voor het eerst geldig gepubliceerd in 1857 door Heller.